# Euphorbia gregersenii
Euphorbia gregersenii là một loài thực vật có hoa trong họ Đại kích. Loài này được K.Malý ex Beck mô tả khoa học đầu tiên năm 1920.